# Фізика складних систем
Фі́зика складни́х систе́м вивчає системи, що складаються з багатьох взаємодіючих частин (агентів) і  проявляють колективну поведінку, яка не є простим наслідком поведінки їх окремих компонент  . 
Прикладами таких систем є конденсована речовина, екологічні та біологічні системи , фондові ринки та економічні системи,  людське суспільство.  Поняття складної системи стосується багатьох традиційних дисциплін науки і утворює нову, міждисциплінарну галузь знань    . Рівняння, які використовують для побудови моделей складних систем, в основному взяті зі статистичної фізики, теорії інформації та нелінійної динаміки. 
Слід розрізняти складні (complex) і складені (complicated) системи: характеристики останніх можна отримати з індивідуальних властивостей їхніх складових.
Притаманними особливостями складних систем є самоорганізація , виникнення нових функціональних можливостей (емерджентність) , висока чутливість до малих змін початкових умов, підпорядкування степеневим законам (розподіли типу «товстих хвостів»).